# Homalopetalum kienastii
Homalopetalum kienastii är en orkidéart som först beskrevs av Heinrich Gustav Reichenbach, och fick sitt nu gällande namn av Carl Leslie Withner. Homalopetalum kienastii ingår i släktet Homalopetalum och familjen orkidéer. Inga underarter finns listade i Catalogue of Life.